# Politikens filmjournal 056
Politikens filmjournal 056 er en dansk ugerevy fra 1950.

## Handling
1. Fodboldlandskampen. Danmark-Jugoslavien, 1-4. Hedtoft, H.C. Hansen, H.P. Sørensen (1.32 min)
2. Besynderlige tekniske opfindelser i Tyskland (1.10)
3. Filmbiennalen i Venedig. Robert Taylor, Ingrid Bergman, Barbara Stanwyck, Jean Simmons (0.48)
4. Ballonopstigning i Holland. Professor Picard (1.08)
5. Kæmpebrand i Battersea i England (0.49)